# Mouraria
Mouraria é um dos mais tradicionais bairros da cidade de Lisboa. Atualmente faz parte da freguesia de Santa Maria Maior. Fazem parte do seu território as antigas freguesias de Socorro, São Cristóvão e São Lourenço, parte da encosta do Castelo de São Jorge e o Intendente. A praça do Martim Moniz resultou da demolição de antigas ruas deste bairro e seus edifícios.

## História
O nome Mouraria deve-se ao facto de D. Afonso Henriques, após a conquista de Lisboa, ter confinado uma zona da cidade para os muçulmanos. Foi neste bairro que permaneceram os mouros após a Reconquista Cristã. Por sua vez, os judeus foram confinados aos bairros do Castelo. Neste e nos bairros circundantes, tiveram origem as primeiras produções de arte mudéjar portuguesa, que viriam a dar alas para o surgimento do estilo manuelino. 
A dolência e a melancolia dos seus cânticos estão na origem do fado. Morou na Rua do Capelão, junto ao Beco dos Três Engenhos, Maria Severa Onofriana, primeira fadista portuguesa e expressão máxima do fado à época. Na casa em frente, nasceu já no século XX, aquele que foi considerado o "rei do fado da Mouraria", Fernando Maurício. A Rua do Capelão faz hoje parte da iconografia do fado. Mais acima, numa casa cor-de-rosa da Travessa dos Lagares, cresceu Mariza, a mais internacional fadista portuguesa contemporânea. Junto à casa, agora fechado ao público, localizava-se o restaurante Zalala, onde Mariza aprendeu a cantar o fado.

## Atualidade e cultura
Depois da abertura ao público do Centro Comercial da Mouraria no Martim Moniz, o bairro tornou-se num local bastante movimentado e acolhedor. Actualmente, a Mouraria é considerado um dos bairros mais inseguros da capital; é um ponto de encontro de gentes de diferentes culturas e, simultaneamente, um local que mantém vivas as suas antigas tradições populares, como se pode confirmar pela existência de várias casas de fado, bares, tabernas e colectividades culturais e desportivas a par de estabelecimentos comerciais de origem chinesa e indiana, entre outros.
A Mouraria é um bairro que após anos de esquecimento começou a ter obras de requalificação que o estão a tornar num dos pontos mais interessantes de Lisboa do ponto de vista turístico e cultural.